# Бедная Лиза
«Бедная Лиза» — сентиментальная повесть Николая Михайловича Карамзина, написанная в 1792 году.

## История создания и публикации
Повесть написана и опубликована в 1792 году в «Московском журнале», редактором которого был сам Н. М. Карамзин. В 1796 году «Бедная Лиза» вышла отдельным изданием.

## Сюжет
После смерти отца, «зажиточного поселянина», юная Лиза вынуждена трудиться не покладая рук, чтобы прокормить себя и мать. Весной она продаёт ландыши в Москве и там знакомится с молодым дворянином Эрастом, который влюбляется в неё и готов даже ради своей любви оставить свет. Влюблённые проводят вместе все вечера, однако с потерей невинности Лиза потеряла для Эраста и свою притягательность. Однажды он сообщает, что должен вместе с полком выступить в поход, и им придётся расстаться. Спустя несколько дней Эраст уезжает.
Проходит несколько месяцев. Елизавета, оказавшись в Москве, случайно видит Эраста в великолепной карете и узнаёт, что он помолвлен (на войне он проиграл в карты своё имение и теперь, вернувшись, вынужден жениться на богатой вдове). В отчаянии Лиза бросается в пруд, около которого они гуляли.

## Художественное своеобразие

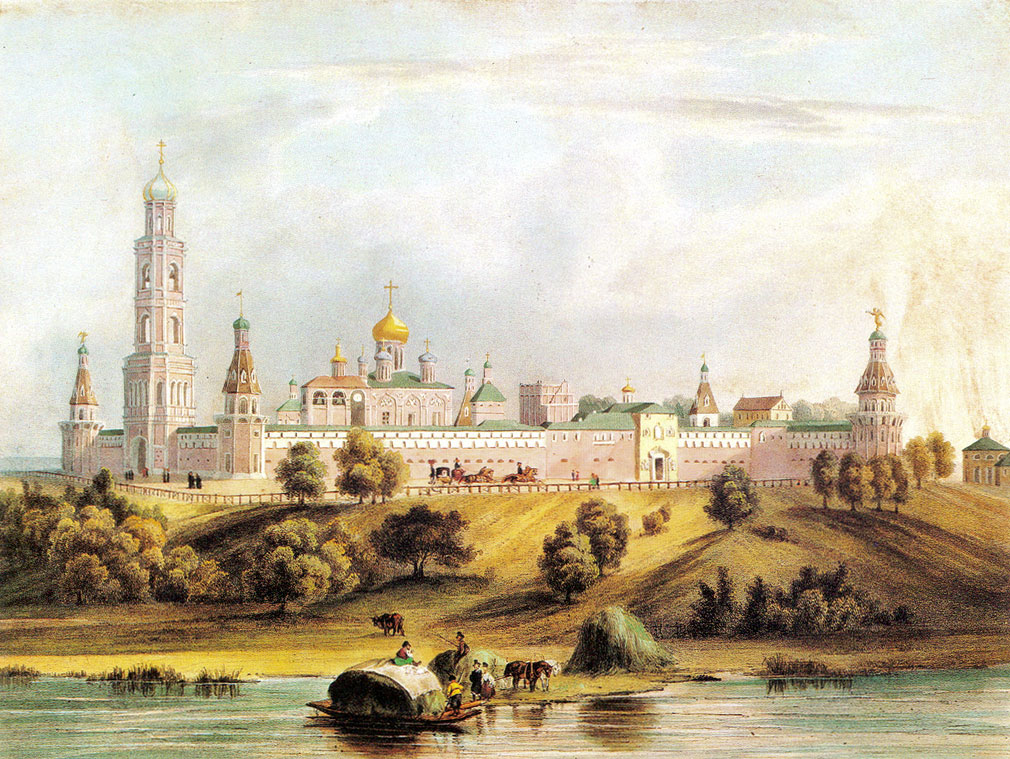
Симонов монастырь

Сюжет этой повести заимствован Карамзиным из европейской любовной литературы, однако перенесён на «русскую» почву. Рассказчик сообщает, что лично знаком с Эрастом («Я познакомился с ним за год до его смерти. Он сам рассказал мне сию историю и привёл меня к Лизиной могиле»), и подчёркивает, что действие происходит именно в Москве и её окрестностях, описывает, например, Симонов и Данилов монастыри, Воробьёвы горы, создавая иллюзию достоверности. Для русской литературы того времени это было новаторством: обычно действие произведений разворачивалось «в одном городе». Первые читатели повести восприняли историю Лизы как реальную трагедию современницы — не случайно пруд под стенами Симонова монастыря получил название Лизина пруда, а судьба героини Карамзина — массу подражаний. Росшие вокруг пруда дубы были испещрены надписями — трогательными («В струях сих бедная скончала Лиза дни; Коль ты чувствителен, прохожий, воздохни!», «Здесь бросилася в пруд Эрастова невеста. Топитесь, девушки: в пруду довольно места!»).
Однако, несмотря на кажущееся правдоподобие, мир, изображённый в повести, идилличен: крестьянка Лиза и её мать обладают утончённостью чувств и восприятия, их речь грамотна, литературна и ничем не отличается от речи дворянина Эраста. Жизнь бедных поселян напоминает пастораль:

Между тем молодой пастух по берегу реки гнал стадо, играя на свирели. Лиза устремила на него взор свой и думала: «Если бы тот, кто занимает теперь мысли мои, рождён был простым крестьянином, пастухом, — и если бы он теперь мимо меня гнал стадо своё: ах! я поклонилась бы ему с улыбкою и сказала бы приветливо: „Здравствуй, любезный пастушок! Куда гонишь ты стадо своё? И здесь растет зелёная трава для овец твоих, и здесь алеют цветы, из которых можно сплести венок для шляпы твоей“. Он взглянул бы на меня с видом ласковым — взял бы, может быть, руку мою… Мечта!» Пастух, играя на свирели, прошёл мимо и с пёстрым стадом своим скрылся за ближним холмом.

Повесть стала образцом русской сентиментальной литературы. В противовес классицизму с его культом разума Карамзин утверждал культ чувств, чувствительности, сострадания: «Ах! Я люблю те предметы, которые трогают моё сердце и заставляют меня проливать слёзы нежной скорби!». Герои важны прежде всего способностью любить, отдаваться чувствам. Сословного конфликта в повести нет: Карамзин в равной степени сочувствует и Эрасту, и Лизе. Кроме того, в отличие от произведений классицизма, повесть «Бедная Лиза» лишена морали, дидактизма, назидательности: автор не поучает, а пытается вызвать у читателя сопереживание героям.
Повесть отличает и «гладкий» язык: Карамзин отказался от старославянизмов, высокопарности, что сделало произведение лёгким для чтения.

## Критика о повести
В. В. Сиповский:

«Бедная Лиза» потому и была принята русской публикой с таким восторгом, что в этом произведении Карамзин первый у нас высказал то «новое слово», которое немцам сказал Гёте в своём «Вертере». Таким «новым словом» было в повести самоубийство героини. Русская публика, привыкшая в старых романах к утешительным развязкам в виде свадеб, поверившая, что добродетель всегда награждается, а порок наказывается, впервые в этой повести встретилась с горькой правдой жизни.

## «Бедная Лиза» в искусстве

### В живописи
- В 1827 году Орест Адамович Кипренский пишет картину «Бедная Лиза»[4].

### Литературные реминисценции
- Сентиментальная повесть «Несчастная Лиза» неизвестного автора (опубликована в журнале «Аглая» в 1810 году)[5].
- В стихотворении Ивана Евсеевича Срезневского «Первые чувства любви», напечатанном в 1816 году во втором номере журнала «Харьковский Демокрит», девушка, от имени которой написано это сочинение, рассказывает о своей страстной любви к некоему Эрасту. Наверняка это произведение было написано под влиянием повести Карамзина «Бедная Лиза», с которой Срезневский, без сомнения, был знаком.
- Сюжет «Бедной Лизы» явно отражён в повестях А. С. Пушкина «Барышня-крестьянка» и «Станционный смотритель», причём в первом случае история отношений крестьянки и барина раскрывается как комедия, во втором — как трагедия[6].
- История Эраста и Лизы обыграна в именах героев и сюжете романов Бориса Акунина «Азазель», «Весь мир театр».

### Инсценировки
- 1989 — мюзикл «Бедная Лиза» — театр «У Никитских ворот», режиссёр Марк Розовский.[7]
- Камерная опера «Бедная Лиза» — Государственный театр наций, режиссёр Алла Сигалова, композитор Леонид Десятников, в ролях Чулпан Хаматова, Андрей Меркурьев.

### Экранизации
- 1967 — «Бедная Лиза» (телеспектакль), режиссёр Наталья Баринова, Давид Ливнев, в ролях: Анастасия Вознесенская, Андрей Мягков.
- 1978 — «Бедная Лиза», режиссёр Идея Гаранина, композитор Алексей Рыбников
- 1998 — «Бедная Лиза», режиссёр Слава Цукерман, в ролях Ирина Купченко, Михаил Ульянов.

В музыке
Упоминается в песне советского барда Ганса Зиверса (А. Дугин) — «Пубертатная революция»